# Ouaguenoun (comuna)
Ouaguenoun é um distrito localizado na província de Tizi Ouzou, região de Cabília, Argélia. Sua cidade central é Tikobain.
Aldeias em Ouaguenoun incluem Ighil Bouchene.
Em 2008, sua população era de 17 425 habitantes.